# Camí de les Escomelles

El Camí de les Escomelles, respecte del terme d'Abella de la Conca

El Camí de les Escomelles és una pista rural perfectament transitable que recorre part dels termes municipals d'Abella de la Conca i d'Isona i Conca Dellà, a l'antic terme de Sant Romà d'Abella, tot dins de la comarca del Pallars Jussà.
Arrenca cap al sud de la cruïlla del Camí de Carreu amb el Camí de Sant Romà d'Abella, i recorre el costat de ponent de lo Calvari; després de superar aquest indret va girant cap al sud-oest, i aviat arriba al Corral del Guàrdia, on abandona el terme d'Abella de la Conca per entrar en territori de Sant Romà d'Abella, del terme d'Isona i Conca Dellà. Tot seguit, passa pel Clot del Corral i arriba al raval de Sant Pere Màrtir, del poble de Sant Romà d'Abella.

## Etimologia
Es tracta d'un topònim romànic modern, de caràcter descriptiu: el camí pren el nom de la partida per on passa: les Escomelles.